# Begonia prismatocarpa
Begonia prismatocarpa es una especie de planta perenne perteneciente a la familia Begoniaceae. Es originaria de África tropical donde se distribuye por Camerún, Costa de Marfil y Guinea Ecuatorial.

## Descripción
Es una planta enana delgada; con el tallo ramificado, rastrero y enraizado, las flores son de color amarillo o blanco rosáceo; su hábito es el de una epífita endontrándose en los árboles, en las rocas, etc.

## Taxonomía
Begonia prismatocarpa fue descrita por William Jackson Hooker y publicado en Botanical Magazine 88, pl. 5307. 1862.
Etimología
Begonia: nombre genérico, acuñado por Charles Plumier, un referente francés en botánica, honra a Michel Bégon, un gobernador de la excolonia francesa de Haití, y fue adoptado por Linneo.
prismatocarpa: epíteto que deriva de las palagras griegas πρισμα, ατοϛ, prismat = "prisma" y καρποϛ, carpos = "fruta" que se refiere a las frutas con forma de prisma.
Variedades
- Begonia prismatocarpa subsp. petraea (A.Chev.) Sosef

Sinonimia
- Begonia petraea A.Chev.